# Гулиев, Мирза Маджид оглы
Мирза Маджид оглы Гулиев (11 января 1974, с. Саатлы, Бардинский район) — капитан, Национальный Герой Азербайджана (1995).

## Биография
Он родился 11 января 1974 года в селе Саатлы Бардинского района. Он учился здесь в 1980—1991 годах. Был призван на военную службу в 1992 году. После окончания Полицейской Академии он поступил в Министерство внутренних дел. В настоящее время работает главным полицейским в 20-м полицейском участке в Насиминском районном управлении полиции в звании капитана полиции.

## Участие в боях
Мирза принимал участие в битве при Садараке. 28 июля 1993 года его отправили на Агдамский фронт. Позже вступил в бои за Физули, Тертер, Агдере.

## Семья
Женат, имеет одного ребёнка.

## Национальный герой
Награжден медалью «За военную службу» 15 января 1995 года.
Гулиев Мирза Меджид оглы был удостоен звания «Национальный Герой Азербайджана» за мужество в боях указом № 307 Президента Азербайджанской Республики 30 апреля 1995 года.